# David Nreca-Bisinger
David Tobias Nreca-Bisinger (* 18. Januar 2002 in Esslingen am Neckar) ist ein deutsch-kosovarischer Fußballspieler. Der Torhüter steht beim VfR Mannheim unter Vertrag.

## Karriere

### Verein
Nreca-Bisinger kam 2018 aus der Jugend des VfB Stuttgart zur SG Sonnenhof Großaspach und gehörte dort zunächst der B-Jugend-Mannschaft an, 2019 rückte er in die A-Jugend auf und unterzeichnete zugleich einen Profivertrag. 2019 erhielt er in der Kategorie „Beste sportliche Entwicklung“ den von Porsche verliehenen Nachwuchssportlerpreis „Turbo-Award“. In der Drittligasaison 2019/20 gehörte er als dritter Torhüter hinter Maximilian Reule und Constantin Frommann zum Profiteam und debütierte unter Trainer Hans-Jürgen Boysen am letzten Spieltag der Saison 2019/20 im Auswärtsspiel gegen den FC Carl Zeiss Jena als Teil der Startaufstellung, beide Mannschaften standen zu diesem Zeitpunkt bereits als Absteiger fest. In der Folgesaison absolvierte Nreca-Bisinger insgesamt 25 Partien. Nachdem er in der Saison 2021/22 erneut mit Großaspach in die Oberliga abgestiegen war, verließ er den Verein und schloss sich dem künftigen Ligakonkurrenten Stuttgarter Kickers an. Dort konnte er sich jedoch nicht durchsetzen und wechselte im Sommer 2023 zum Regionalligisten TSV Steinbach Haiger.

### Nationalmannschaft
Seit 2018 kam Nreca-Bisinger mehrfach für Juniorennationalmannschaften des Kosovo zum Einsatz, in der Qualifikation zur U-17-Europameisterschaft 2019 bestritt er alle sechs Qualifikationsspiele seines Teams, als sich die Mannschaft zunächst als Gruppensieger für die entscheidende zweite Qualifikationsrunde qualifizierte, dort aber durch Niederlagen gegen Spanien, Griechenland und die Ukraine die Teilnahme an der Endrunde verpasste.